# Hysteria (album de The Human League)
Pour les articles homonymes, voir Hysteria.
Albums de The Human League
Dare (album)
(1981) Crash (album)
(1986)
Singles
1. The Lebanon
Sortie : 24 Avril 1984
2. Life on Your Own
Sortie : 18 Juin 1984
3. Louise
Sortie : 5 Novembre 1984

Hysteria est le quatrième album de The Human League sorti le 7 Mai 1984 et publié par Virgin Records. Suivant le succès mondial de son prédécesseur Dare (1981), le groupe rencontra des difficultés à produire une suite réussie et les sessions d’enregistrement d’Hysteria furent pleines de problèmes. D’ailleurs, le titre lui-même de l’album résulte de ces sessions difficiles.
Durant la production de l’album, les producteurs Martin Rushent et Chris Thomas quittèrent le projet, ce qui amena un autre producteur, Hugh Padgham, à achever l’album avec le groupe.
Le morceau "Rock Me Again and Again and Again and Again and Again and Again (Six Times)" est une reprise d’un morceau de Lyn Collins et James Brown datant de 1973. "I Love You Too Much" est une version remixée d’un morceau du même titre sorti sur l’EP Fascination! (1983) tandis que "Don’t You Know I Want You" est basée sur l’instrumental "Total Panic" publié comme Face B du single "(Keep Feeling) Fascination" sorti en 1983.

## Liste des pistes
| A1. | I'm Coming Back                                                             | Oakley, Wright         | 4:07 |
| A2. | I Love You Too Much                                                         | Burden, Callis, Wright | 3:26 |
| A3. | Rock Me Again and Again and Again and Again and Again and Again (Six Times) | Austin, Brown          | 3:32 |
| A4. | Louise                                                                      | Callis, Oakley, Wright | 4:55 |
| A5. | The Lebanon                                                                 | Callis, Oakley         | 5:03 |

| B1. | Betrayed                  | Oakley, Wright         | 4:02 |
| B2. | The Sign                  | Burden, Callis, Wright | 3:46 |
| B3. | So Hurt                   | Burden, Oakley         | 3:53 |
| B4. | Life On Your Own          | Callis, Oakley, Wright | 4:06 |
| B5. | Don't You Know I Want You | Burden, Callis, Oakley | 3:09 |

## Réception
Le succès commercial de l’album fut relativement restreint en comparaison de celui de son prédécesseur certifié Platine à plusieurs reprises. Les trois singles de l’album entrèrent dans le Top 20 des charts anglais et "The Lebanon" parvint au numéro 64 du Billboard Hot 100. L'album a culminé à la troisième place du UK Albums Chart et a été certifié Or par la British Phonographic Industry (BPI).